# Blastophaga psenes
Blastophaga psenes és una espècie d'himenòpter apòcrit de la família Agaonidae. És una de les espècies de vespes de les figues, anomenades així perquè pol·linitzen les figues.

## Història natural
Quan la femella arriba a una nova figa pon els ous per mitjà d'un tub, l'ovipositor o oviscapte, que fa gairebé dos mil·límetres. La llargària de l'estil d'algunes flors és de tres mil·límetres i el d'unes altres és de dos mil·límetres. Quan la vespa es planta en la flor d'estil llarg no arriba amb el seu ovipositor a pondre l'ou en l'òvul, per la qual cosa només la pot pol·linitzar, però quan arriba en una d'estil curt la llargada del seu ovipositor coincideix exactament amb aquella de l'estil i no sols la pol·linitza sinó que pon l'ou en l'ovari d'aquesta.

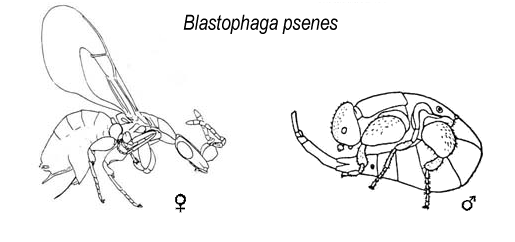
Femella alada i mascle sense ales.

La larva s'alimenta de la llavor en desenvolupament, creix i es converteix en adult dins de la llavor. Quan les cries es desclouen, les femelles, una vegada aparellades, floregen, recollint pol·len que guarden en uns sacs que posseeixen al tòrax. Els mascles, que no tenen ales, obren un nou orifici, la qual cosa permet la sortida de les femelles i tot seguit moren. Més tard la figa fecundada produeix un fruit carnós amb una massa rica en sucres: figues i bacores.